# DKW F102

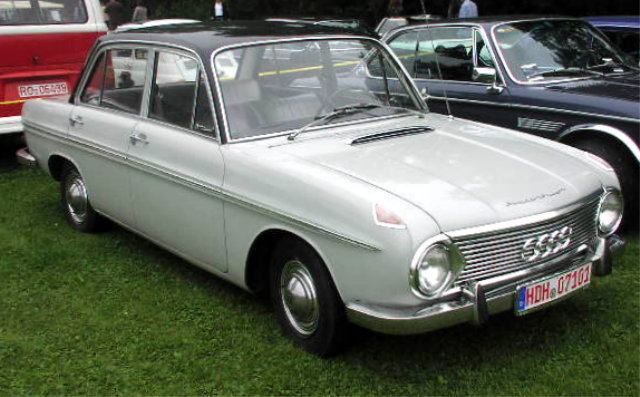
DKW F 102

DKW F102 ersatte 1963 modellerna Auto Union 1000 och 1000S. Den var den sista nyutvecklade DKW-modellen och tekniken användes senare i Audi F103. Modellen tillverkades fram till 1966 då DKW upphörde som bilmärke och istället blev Audi som en del av Volkswagen AG.